# النا سمیکینا
النا سمیکینا (زاده ۸ سپتامبر ۱۹۸۳) بازیگر روسی-کانادایی، تهیه‌کننده اجرایی و دارنده عنوان مسابقه زیبایی است.
سمیکینا در ۱۴ ژوئن ۲۰۱۰ در تورنتو، انتاریو، تاج دوشیزه کانادا ۲۰۱۰ را به دست آورد. او نماینده کانادا در مسابقه زیبایی دوشیزه جهان ۲۰۱۰ بود که در ۲۳ اوت ۲۰۱۰ در لاس وگاس، نوادا، ایالات متحده برگزار شد سمیکینا ایده و تولید اجرایی فیلم مستند داستانی مرد ما در تهران را بر عهده داشت که در جشنواره بین‌المللی فیلم تورنتو در سال ۲۰۱۳ به نمایش درآمد و پس از نمایش فیلم بلند آرگو بن افلک، یک سال قبل در همان جشنواره، رکوردی را در بحران گروگان‌گیری ایران به ثبت رساند. در ژانویه ۲۰۲۰ مقامات کانادایی سمیکینا را به آزار و اذیت مجرمانه معشوق سابقش درو تیلور و همسرش جنیفر در مدت پنج سال متهم کردند. ظاهراً سمیکینا هر دوی آنها را به آسیب بدنی تهدید کرده‌است، تهدید کرده‌است.